# Уэнздей (1-й сезон)
Первый сезон американского сериала «Уэнздей» появился на стриминговом сервисе Netflix 23 ноября 2022 года. Он имел огромный успех у зрителей и был высоко оценён критиками, благодаря чему сериал был продлён на второй сезон.

## Сюжет
В основу сюжета первого сезона легла детективная история с сильными элементами сверхъестественного. Уэнздей Аддамс, одна из членов семейки Аддамс, единственная дочь Гомеса и Мортиши Аддамсов, становится студенткой академии «Невермор». Она пытается овладеть своими экстрасенсорными способностями, помешать монстру, терроризирующему городок Джерико, и разгадать тайну, в которую были втянуты её родители 32 года назад. Всё это происходит на фоне запутанных взаимоотношений Уэнздей и её сверстников в академии.

## В ролях
- Дженна Ортега — Уэнздей Аддамс
  - Карина Варади — маленькая Уэнздей
- Гвендолин Кристи — директор Академии «Невермор» Лариса Уимс
  - Оливер Викхэм — молодая Лариса Уимс
- Эмма Майерс — Энид Синклер
- Рики Линдхоум — доктор Валери Кинботт, психиатр в городе Джерико
- Джейми МакШейн — Донован Галпин, шериф в городе Джерико, отец Тайлера
  - Бен Уилсон — молодой Донован Галпин
- Хантер Дуэн — Тайлер Галпин, сын шерифа
- Джой Сандей — Бьянка Барклей
- Джорджи Фармер — Аякс Петрополис
- Наоми Дж. Огава — Йоко Танака
- Кристина Риччи — Мэрилин Торнхилл, она же Лорел Гейтс (актриса ранее играла Уэнздей в фильмах 1990-х годов)
- Муса Мустафа — Юджин Отингер
- Перси Хайнс Уайт — Ксавье Торп

## Список эпизодов
| № | Название                                                      | Режиссёр        | Автор сценария                           | Дата премьеры  |
| --- | ------------------------------------------------------------- | --------------- | ---------------------------------------- | -------------- |
| 1 | «Дочь среды — сестра беды» «Wednesday’s Child Is Full of Woe» | Тим Бёртон      | Альфред Гоф и Майлз Миллар               | 23 ноября 2022 |
| Уэнздей Аддамс, старшеклассница, находит своего младшего брата Пагсли связанным в шкафчике. Экстрасенсорное видение подсказывает ей, что на него напали хулиганы. Уэнздей мстит, сбрасывая пираний в бассейн к обидчикам. За что подвергается исключению. Родители Уэнздей, Мортиша и Гомес, решают её записать в Академию Невермор — школу для изгоев, где они сами учились и познакомились. Близ школы тем самым временем неизвестный монстр убивает туриста. Супруги Аддамс отправляют Вещь — разумную самостоятельную кисть руки, — присматривать за дочерью. В Академии Уэнздей становится соседкой по комнате с являющейся ей полной противоположностью девочкой-оборотнем Энид. Уэнздей устраивает дуэль на шпагах с Бьянкой, сиреной и популярной девушкой, после того, как та издевается над одним из мальчишек, Роуэном. Позже Уэнздей едва не погибает под падающей с крыши статуи горгульи — но ее спасает бывший парень Бьянки Ксавье. Скрывшись от назначенного судом сеанса терапии, Уэнздей встречает Тайлера, баристу из местной кофейни, который соглашается помочь ей сбежать из Невермора. Однако Аддамс задерживает директор Лариса Уимс и забирает обратно в школу. Когда Тайлер и Уэнздей вновь встречаются на местной ярмарке, Аддамс посещает видение смерти Роуэна. Она хочет его предупредить, но Роуэн пытается убить Уэнздей — ведь его погибшая мать предсказала, что та разрушит академию; однако неизвестное чудовище убивает его раньше. |                                                               |                 |                                          |                |
| 2 | «Беда приходит одна» «Woe Is The Loneliest Number»            | Тим Бёртон      | Альфред Гоф и Майлз Миллар               | 23 ноября 2022 |
| Уэнздей убеждает скептически настроенного шерифа Галпина в том, что виновником убийств, на самом деле, является монстр. Внезапно Роуэн снова появляется невредимым. Уэнздей одолевают сомнения, и она решает сама расследовать «убийство» Роуэна. Она бродит по кампусу, спрашивая о Роуэне, и ей говорят, что его исключили. Тем временем Уимс начинает беспокоиться о видениях Уэнздей, внимательно следя за ней. Внезапно Уэнздей увидела Роуэна, он уезжал из академии, Уэнздей не удалось поговорить с ним, и она посылает Вещь следовать за ним. Выясняется, что Роуэн — это Уимс, которая превратилась в него. В результате смены облика Уимс Вещь теряет Роуэна из виду. Уэнздей видит в своих видениях книгу, принадлежащую старому студенческому обществу. В поисках книги она подслушивает, как Бьянка планирует выиграть предстоящий студенческий турнир. Уэнздей присоединяется к Энид, чтобы победить Бьянку и выиграть турнир по гребле. Позже Уэнздей обнаруживает в школе тайную библиотеку, где попадает в плен. |                                                               |                 |                                          |                |
| 3 | «Не разлей беда» «Friend Or Woe»                              | Тим Бёртон      | Кайла Альперт                            | 23 ноября 2022 |
| Уэнздей оказывается связанной и окруженной членами элитного студенческого общества, в которое входят также Бьянка и Ксавье. Она освобождается от пут и выходит из библиотеки, взяв с собой одну из книг. Уимс говорит Уэнздей, что она будет играть в школьном оркестре на предстоящей городской церемонии торжественного открытия нового памятника отца-основателя города Джерико. Рисунок в книге приводит ее на выставку на местной ярмарке, где она замечает на картине девушку, которую видела в своих видениях. В лесу Уэнздей посещает видение, в котором она видит ту самую девушку, которая является ее старым предком и которую приговаривает к казни Джозеф Крэкстоун, отец-основатель города Джерико. Джозеф Крэкстоун намеревается истребить всех изгоев. Он намеревается заживо сжечь часть из них в сарае. В итоге Гудди Аддамс удается избежать смерти и скрыться. Уэнздей попадает в засаду чудовища, которое, как она обнаруживает, является человеком. Вернувшись в город, Уэнздей срывает церемонию, с помощью Вещи поджигая памятник, за что получает выговор от Уимс. Расследуя новое место преступления в лесу, полиция находит камеру, которой удалось заснять монстра. |                                                               |                 |                                          |                |
| 4 | «Бедовая ночь» «Woe What A Night»                             | Тим Бёртон      | Кайла Альперт                            | 23 ноября 2022 |
| Уэнздей и Вещь врываются в офис коронера, чтобы скопировать файлы жертв монстра. Пытаясь найти закономерность, Уэнздей обнаруживает, что у каждой жертвы отсутствует какая-то части тела, и все они были удалены хирургическим путем. Уэнздей с подозрением относится к Ксавье и следует за ним в его художественную мастерскую, где она обнаруживает несколько рисунков монстра, которые привели ее к пещере, где, как она думает, пряталось чудовище. Там она находит и забирает один из его когтей, после чего передает его шерифу Галпину, чтобы тот провел ДНК-тест. Уэнздей и Тайлер вместе посещают Вороний Бал, который ежегодно проводится в академии Невермор. Тем временем Юджин, одноклассник Уэнздей, помогающий ей с расследованием, становится свидетелем того, как фигура в плаще взрывает пещеру монстра. Танец прерывает сын мэра, который запускает в зале, где проходят танцы, противопожарные разбрызгиватели, в которых вместо воды — красная краска, в отместку за сорванную городскую церемонию. Уэнздей посещает видение, в котором она видит, что Юджин в опасности. Она направляется в лес, чтобы спасти его, но вместо этого находит его тяжело раненным монстром. |                                                               |                 |                                          |                |
| 5 | «Что посеешь, тем и обеднеешь» «You Reap What You Woe»        | Ганджа Монтейру | Эйприл Блэр                              | 23 ноября 2022 |
| 32 года назад Гомес был арестован по подозрению в убийстве Гаррета Гейтса в Невермор. В настоящее время Аддамсы приезжают к Уэнздей на родительские выходные в Невермор. Сеанс семейной психотерапии прерывается, когда Уэнздей заявляет своим родителям, что хочет знать правду об убийстве 32-летней давности. Тем временем шериф Галпин узнает, что городской коронер покончил жизнь самоубийством. В своей предсмертной записке он признается в фабрикации старого отчета о вскрытии Гейтса. Галпин заключает, что Гомес виновен, и арестовывает его. В тюрьме Гомес сообщает Уэнздей, что Гейтс был одержим Мортишей и хотел убить Гомеса. С его слов убийство Гейтса было самообороной. Позднее, в разговоре с Уэнздей Мортиша признается в убийстве Гейтса, говоря, что Гомес взял вину на себя, чтобы защитить ее. После разговора с матерью Уэнздей начинает подозревать, что все не так просто. Они решают выкопать тело Гейтса, чтобы выяснить правду, но их ловит полиция и арестовывает на ночь. В тюрьме выясняется, что Уэнздей забрала палец Гаррета из его могилы, и она обнаруживает, что он был смертельно отравлен и уже умирал, когда его пронзили мечом. Выйдя из тюрьмы, Уэнздей и Мортиша заставляют мэра раскрыть всю правду о Гейтсах, и он рассказывает, что Гаррет намеревался убить не только Гомеса, но и всю школу, подмешав яд в пунш, из-за ненависти отца Гаррета к изгоям. Мэр соглашается освободить Гомеса после признания в сокрытии мотивов Гейтса. Мортиша дает совет Уэнздей по поводу ее видений. Вернувшись в Невермор, Уимс признается Уэнздей, что скрыла смерть Роуэна с помощью своей способности изменения формы, чтобы избежать скандала и защитить академию Невермор. Пока они беседуют, кто-то оставляет огненную надпись на траве во дворе школы. |                                                               |                 |                                          |                |
| 6 | «Бедовая услуга» «Quid Pro Woe»                               | Ганджа Монтейру | Эйприл Блэр                              | 23 ноября 2022 |
| Уэнздей пытается вызвать Гуди, своего старого предка, чтобы та научила ее контролировать ее экстрасенсорные способности. Во время вечеринки-сюрприза по случаю своего дня рождения Уэнздей видит Гуди, которая поручает ей найти неизвестный особняк, который, в итоге, оказывается старым имением Гейтсов. Там она увидела, как мэр выходит из дома Гейтсов, и она подслушивает его разговор по телефону, после чего пробирается в его машину. Вернувшись в город, мэр был сбит автомобилем и тяжело ранен. После произошедшего директор Уимс запрещает студентам покидать кампус академии. С помощью Тайлера и Энид Уэнздей сбегает и возвращается в особняк Гейтса. Там они обнаруживают, что Лорел Гейтс, младшая сестра Гарретта, которую долгое время считали мертвой, возможно, все еще жива. Они находят отрубленные части тел жертв монстра в подвале, но вынуждены бежать, попав в засаду чудовища. Уэнздей приводит шерифа Галпина в подвал, но он оказывается пустым. В Невермор Уэнздей убеждает директора Уимс не исключать ее, чтобы продолжить расследование. В больнице неизвестный убивает мэра. |                                                               |                 |                                          |                |
| 7 | «Если ещё не почуял во мне беду» «If You Don’t Woe By Now»    | Джеймс Маршалл  | Альфред Гоф, Майлз Миллар и Мэтт Ламберт | 23 ноября 2022 |
| На похоронах мэра Уэнздей замечает в лесу притаившуюся фигуру и решает преследовать ее. Выясняется, что это ее дядя Фэстер. Впоследствии, в разговоре с ним Уэнздей узнает, что чудовище, которое терроризирует Джерико и которого она разыскивает, — это Хайд. Вместе они находят в тайной библиотеке дневник одного исследователя, в котором говорится, что Хайд — это спящая сущность внутри некоторых людей. Если посторонний человек пробудит Хайда, то Хайд признает этого человека своим хозяином. Позже они выслеживают Ксавье, который встречается в лесу с доктором Кинботтом, терапевтом Уэнздей. Вернувшись со свидания с Тайлером, Уэнздей обнаруживает, что ее комната в общежитии разгромлена, дневник с информацией о Хайдах украден, а Вещь тяжело ранен. Расследование по делу Лорел Гейтс показывает, что она жива и является хозяином Хайда. Уэнздей сначала подозревает доктора Кинботт, но Хайд убивает ее. Уэнздей решает покончить с этим раз и навсегда. Она раскрывает шерифу улики, которые изобличают Ксавье как Хайда. После чего полиция его арестовывает. Уэнздей решает вступить в отношения с Тайлером и целует его в кафе, что вызывает внезапное видение, в котором Уэнздей видит как Хайд убивает психотерапевта, а после убийства превращается в Тайлера. |                                                               |                 |                                          |                |
| 8 | «Беды стаей налетели» «A Murder Of Woes»                      | Джеймс Маршалл  | Альфред Гоф и Майлз Миллар               | 23 ноября 2022 |
| Уэнздей и ее одноклассники заманивают Тайлера в лес, где его похищают. В поисках признания Уэнздей начинает пытать Тайлера. Не соглашаясь с ее методами, ее одноклассники предупреждают директора Уимс, что приводит к аресту Уэнздей. В полицейском участке Тайлер наконец признается Уэнздей, что он монстр. Сытая по горло поведением Уэнздей, Уимс отчисляет ее из Невермор. Перед отъездом та навещает Юджина в больнице, который говорит ей, что фигура, которую он видел в пещере монстра, была одета в красные сапоги. В этот момент Уэсдэй понимает, что за всем произошедшим стоит мисс Торнхилл. Директор Уимс, использующая свою способность изменять форму, и Уэнздей заставляют Торнхилл признаться в своей истинной личности — Лорел Гейтс. Однако Гейтс убивает Уимс тем же ядом, которым ее брат хотел отравить всю академию Невермор 32 года назад, после чего она вырубает Уэнздей ударом лопаты по голове. Используя магию и кровь Уэнздей, Гейтс воскрешает Крэкстоуна, который смертельно ранит Уэнздей. После чего они уходят из склепа, оставляя Уэнздей умирать, но появившийся призрак Гуди Аддамс исцеляет ее. Энид, наконец обращается в свою форму оборотня и побеждает Тайлера в его форме Хайда, в то время как Крэкстоун прибывает в Невермор и стремится уничтожить академию и всех изгоев в ней. В ходе битвы на мечах Уэнздей убивает Крэкстоуна. После чего прибывает Лорел в стремлении застрелить Уэнздей, но её спасает Юджин, который атакует Лорел с помощью своих пчел. Спустя какое-то время после битвы Ксавье выходит из тюрьмы, с него сняты все обвинения. Уэнздей заканчивает свою первую книгу словами «Конец?». После произошедшего академию закрывают до конца семестра. Энид приглашает Уэнздей к себе в гости в Сан-Франциско, а Ксавье дарит Уэнздей телефон. В машине полиции закованного Тайлера везут с полицейским эскортом, когда он начинает трансформироваться в Хайда. Когда Уэнздей уезжает из Невермора, в машине по дороге домой она получает сообщения на телефон со своими фотографиями от неизвестного. Уэнздей радуется, что у неё появился первый преследователь. |                                                               |                 |                                          |                |

## Релиз и восприятие
Сезон появился на стриминговом сервисе Netflix 23 ноября 2022 года. Он побил рекорд сервиса по количеству часов просмотра англоязычной программы за первую неделю. В общей сложности за первую неделю сезон смотрели 341,2 млн часов. Предыдущий рекорд принадлежал четвёртому сезону «Очень странных дел» (335,01 млн часов). Через 28 дней после премьеры первый сезон «Уэнздей» стал третьим сериалом Netflix, который набрал миллиард часов просмотра. В середине декабря 2022 года больше просмотров было только у четвёртого сезона «Очень странных дел» (1,35 млрд часов) и первого сезона «Игры в кальмара» (1,65 млрд).